# Cybianthus detergens
Cybianthus detergens Mart. – gatunek roślin z rodziny pierwiosnkowatych (Primulaceae). Występuje endemicznie w Brazylii – w stanach Amazonas, Pará, Bahia, Pernambuco, Goiás, Mato Grosso do Sul, Mato Grosso, Minas Gerais, São Paulo oraz Dystrykcie Federalnym. 

## Morfologia
PokrójZimozielony krzew dorastający do 0,7 m wysokości.
LiścieBlaszka liściowa ma eliptyczny lub odwrotnie jajowaty kształt. Mierzy 8–13 cm długości oraz 2,5–6 cm szerokości, jest całobrzega, ma zbiegającą po ogonku nasadę i spiczasty lub ostry wierzchołek. Ogonek liściowy jest owłosiony i ma 7–10 mm długości.
KwiatyObupłciowe, zebrane po 25–40 w gronach wyrastających z kątów pędów. Mają 4 działki kielicha o trójkątnym kształcie i dorastające do 1 mm długości. Płatki są 4, są owalne i mają zielonobiaławę oraz 1–2 mm długości.